# شهرزاد مظفر
شهرزاد مظفر متولد ۱۳۴۹/۱۰/۱ ورزشکار و مربی اهل ایران است. وی والیبالیست و کاپیتان تیم ملی بانوان ایران بوده و همین‌طور در فوتبال و فوتسال بانوان سابقه بازیگری و مربیگری دارد. او در مقاطع مختلف سر مربی تیم‌های ملی فوتبال و فوتسال بانوان ایران بوده‌است. او اولین و تنها زن مدرس مربیگری فوتسال فدراسیون جهانی فوتبال، FIFA از قاره آسیا و نیز تنها مدرس زن آسیا در پنل مدرسان نخبه کنفدراسیون فوتبال آسیا، AFC می‌باشد. از او به عنوان شاخص‌ترین مربی ایرانی در فوتسال بانوان یاد شده‌است. او نخستین سرمربی تیم ملی فوتبال بانوان پس از انقلاب ۱۳۵۷ ایران است.

## زندگی
شهرزاد مظفر از کودکی علاقه شدیدی به فوتبال داشت. در دوران نوجوانی به دلیل اینکه هنوز فوتبال و فوتسال بانوان در ایران راه‌اندازی نشده بود، به رشتهٔ والیبال مشغول شد. او ۱۰ سال عضو تیم ملی والیبال ایران بود و در پست کوتاه زن بازی می‌کرد. وی پس از شروع فعالیت فوتسال بانوان ایران، والیبال را کنار گذاشت و به این رشتهٔ ورزشی روی آورد. ۲ سال در تیم‌های باشگاهی کشوری و بعثت بازی کرد و پس از آن در کلاس‌های مربیگری شرکت کرد و به فعالیت خود در این زمینه ادامه داد.
در سال ۱۳۸۴ به عنوان اولین مربی تیم ملی فوتبال بانوان ایران پس از انقلاب ۱۳۵۷ برگزیده شد و تا سال ۱۳۸۹ در این سمت باقی ماند. در سال ۱۳۸۹ پس از جدایی از تیم ملی فوتبال، به عنوان سرمربی تیم ملی فوتسال بانوان ایران انتخاب شد و تا سال ۱۳۹۳ در تیم ملی مشغول فعالیت بود. از مهم‌ترین دستاوردهای او در این دوران، کسب عنوان نایب قهرمانی در مسابقات داخل سالن آسیا در کشور کره جنوبی بود که بازتاب گسترده‌ای در ایران داشت. این اولین مدال نقره زنان ایران در تاریخ (قبل و پس از انقلاب) در بخش ورزش‌های توپی گروهی بود. وی در مقطعی دیگر و در سال ۱۳۹۶ مجدداً به این سمت برگزیده شد و این بار با تیم ملی فوتسال بانوان ایران به عنوان قهرمانی آسیا دست یافت.
مظفر با تیم ملی فوتسال بانوان ایران به مقام قهرمانی در مسابقات غرب آسیا در سال ۱۳۹۱، نایب قهرمانی در مسابقات داخل سالن آسیا در سال ۱۳۹۲، عنوان سوم در مسابقات داخل سالن آسیا در سال ۱۳۹۶ و قهرمانی در مسابقات جام ملت‌های آسیا در سال ۱۳۹۷ دست یافته و از این حیث پر افتخارترین مربی ملی محسوب می‌شود.شهرزاد مظفر مربیگری تیم‌های مختلف باشگاهی در لیگ برتر فوتسال ایران را از آغاز تأسیس در سال ۱۳۸۴ تا سال ۱۳۹۷ به عهده داشته‌است و با شش عنوان قهرمانی به عنوان پرافتخارترین مربی لیگ برتر ایران نیز شناخته می‌شود. او در سال ۱۳۹۷ با عقد قراردادی دو ساله سرمربی تیم ملی فوتسال بانوان کویت شد و تا اکنون نیز در این سمت به فعالیت خود ادامه می‌دهد.